# Ӳ (слово ћирилице)
Ӳ ӳ (искошено: Ӳ ӳ) је слово ћирилице, изведено од ћириличног слова У.
Ӳ ӳ се користи само у чувашком језику, где представља затворени предњи заобљени самогласник , изговор латиничног слова Ü у немачком језику. Налази се између ⟨У⟩ и ⟨Ф⟩ у чувашкој азбуци. Обично се романизује као ⟨Ü⟩, али његова ISO 9 транслитерација је ⟨Ű⟩.
Такође је раније коришћен у алтајској азбуци из 1840. године.

## Рачунарски кодови
| Знак                      | Ӳ                                           | Ӳ                                           | ӳ                                         | ӳ                                         |
| ------------------------- | ------------------------------------------- | ------------------------------------------- | ----------------------------------------- | ----------------------------------------- |
| Назив у Уникоду           | CYRILLIC CAPITAL LETTER U WITH DOUBLE ACUTE | CYRILLIC CAPITAL LETTER U WITH DOUBLE ACUTE | CYRILLIC SMALL LETTER U WITH DOUBLE ACUTE | CYRILLIC SMALL LETTER U WITH DOUBLE ACUTE |
| Врста кодирања            | децимална                                   | хексадецимална                              | децимална                                 | хексадецимална                            |
| Уникод                    | 1266                                        | U+04F2                                      | 1267                                      | U+04F3                                    |
| UTF-8                     | 211 178                                     | D3 B2                                       | 211 179                                   | D3 B3                                     |
| Нумеричка референца знака | &#1266;                                     | &#x4F2;                                     | &#1267;                                   | &#x4F3;                                   |

## Слична слова
- Ӱ ӱ : Ћирилично слово
- Ү ү : Ћирилично слово Уе
- Ű ű : Латинично слово